# Zulfu Adiguezalov
Pour les articles homonymes, voir Adiguezalov.
Zulfugar « Zülfü » Adiguezalov (en azéri : Zülfüqar Səməd oğlu Adıgözəlov), né le 31 mai 1898 dans le village de Garadolag de Choucha et mort le 31 mai 1963 à Bakou, est un chanteur azéri. Il est le père du compositeur Vasif Adiguezalov et du violoniste et chanteur Rauf Adiguezalov, le grand-père du chef d'orchestre Yaltchin Adiguezalov.

## Carrière de chanteur
Zulfu Adiguezalov commence son activité de musicien en 1927. Jabbar Qaryagdioglu, qui écoute la performance de Zulfu Adigozalov lors d'une soirée mugham à Choucha, l'invite à Bakou.
Zulfu Adiguezalov est un chanteur à la voix basse.  Il crée une école de chant du mugham unique dans la tessiture basse et moyenne. Abulfat Aliyev, Hadjibaba Huseynov, Alibaba Mammadov, Agakhan Abdullayev, Talat Gasimov et plusieurs autres jeunes chanteurs talentueux, dont on est fiers de citer les noms aujourd'hui, sont des disciples talentueux de l'école Zulfu Adiguezalov[réf. souhaitée].

## Chansons interprétées
De telles chansons folkloriques comme Rast, Mahur-hindi, Segah-Zabul, Bayati-Shiraz, Humayun mugam interprétés par le chanteur et enregistrés sur cassettes et disques gramophones, un certain nombre de tesnifs Nabi, Je vais à Zangilan, J'ai dit donne-moi une bise, Perdrix et ainsi de suite  sont des perles uniques et rares. Parlant des particularités de la performance de Zulfu Adiguezalov en tant que chanteur, l'éminent orientaliste, le journaliste Rafael Huseynov écrit : “ Zulfu Adiguezalov a interprété le mugam indépendamment comme une micro-série, combinant des sections pertinentes distinctes. De ce point de vue, les mughams Erak-Pundjab, Hasar-mukhalif, Vilayati-Dilkesh sont de bons exemples.

## Filmographie
- 1938 : Les Bakinois
- 1941 : Sabuhi